# Dibble-Becken
Koordinaten: 65° 20′ S, 133° 0′ O
Das Dibble-Becken ist ein Seebecken vor der Clarie-Küste  des ostantarktischen Wilkeslands.
Benannt ist es seit 1971 in Anlehnung an die Benennung des Dibble-Gletschers. Dessen Namensgeber ist Jonas Dibble (1803–1885), Schiffszimmermann an Bord der Peacock bei der United States Exploring Expedition (1838–1842) unter der Leitung des US-amerikanischen Polarforschers Charles Wilkes.